# Damir Buljević
Damir Buljević (Slobodna Vlast, 3. svibnja 1966.), hrvatski dragovoljac i branitelj, zatočenik srpskih koncentracijskih logora u Domovinskom ratu, predsjednik je Hrvatskoga društva logoraša srpskih koncentracijskih logora Podružnice županije osječko-baranjske. Trenutno živi u Osijeku. Podružnica je osnovana 20. svibnja 2000. godine te djeluje u Osijeku. Tajnik Podružnice je Branislav Škorak.

## Životopis
Damir Buljević se osim aktivizmom vezanim uz braniteljsku populaciju bavi kulturnim radom (tribine, okrugli stolovi, promocije knjiga) te se zalaže za istinu o Domovinskom ratu. U jeku braniteljskih prosvjeda u Savskoj 66 (2014. – 2015.) daje potporu svojim suborcima rekavši da "branitelji ne žele rušiti Vladu već se izboriti za istinu o Domovinskom ratu (...)" te zajedničkim trudom i radom poslati poruku svim hrvatskim braniteljima, radnicima, seljacima i cijelom hrvatskom narodu.
2014. godine zajedno s ostalim članovima Podružnice uređuje Spomen-park u sklopu projekta "Grundtvig". Program je realiziran preko Agencije za mobilnost i programe Europske unije. Potprogram u kojem sudjeluju logoraši je “Parkovi i vrtovi Europe”, a svoje su znanje usmjerili na uređenje vlastitoga spomen-parka u Nemetinu. Naime, upravo je Nemetin mjesto 1. veće razmjene logoraša u Domovinskom ratu. Program za cjeloživotno učenje nastoji doprinijeti razvitku Europske unije kao naprednog društva znanja, s održivim gospodarskim razvitkom, većim brojem i boljim radnim mjestima te većom društvenom kohezijom. Posebice nastoji potaknuti razmjenu, suradnju i mobilnost među ustanovama i sustavima obrazovanja i osposobljavanja unutar Europske unije kako bi postali uzorom kvalitete na svjetskoj razini. Projekt je realiziran s partnerima iz Litve, Estonije, Poljske, Njemačke, Austrije, a potpora je stigla i s Poljoprivrednoga fakulteta u Osijeku i stručnih suradnika. Program je usmjeren  na potrebe u obrazovanju i osposobljavanju koje se odnose na sve oblike obrazovanja odraslih u kojima ne prevladava strukovni aspekt, kao i na ustanove i organizacije koje provode ili olakšavaju bilo koji oblik mogućnosti za obrazovanje odraslih. Cijeli je projekt bio osmišljen kao vid učenja, edukacije te upoznavanja kulture zemalja partnera koji sudjeluju u programu. No kao posebno važan segment Damir Buljević ističe resocijalizaciju članova udruge.